# سويت هوم (لعبة فيديو)
سويت هوم (بالإنجليزية: Sweet Home)‏ (باليابانية: スウィートホーム) ، هي لعبة فيديو من نوع رعب، صدرت من قبل شركة كابكوم اليابانية عام 1989م، وتم قرصنتها من قبل مستخدمين آخرين في فترة التسعينات وترجموه إلى اللغة الإنجليزية.